# Beni Semiel
Beni Semiel (în arabă بني صميل) este o comună din provincia Tlemcen, Algeria.
Populația comunei este de 4.704 locuitori (2008).